# Kockás mézevő
A kockás mézevő (Anthochaera phrygia) a madarak osztályának verébalakúak (Passeriformes) rendjébe, ezen belül a mézevőfélék (Meliphagidae) családjába tartozó faj.

## Rendszerezése
A fajt George Shaw angol zoológus írta le 1794-ben, a Merops nembe Merops phrygius néven. Egyes szervezetek szerint a  Xanthomyza nem egyetlen faja, Xanthomyza phrygia néven.

## Előfordulása
Az Ausztráliai kontinens területén honos.
Egykor igen gyakori volt a kontinens keleti részén, a Nagy-Vízválasztó-hegységtől nyugatra eső részeken. Egykor Adelaide környékén is előfordult, ma már csak Dél-Ausztrália északkeleti részén, Victoria nyugati részein fordul elő és egy kis területen él Új-Dél-Wales állam középső részén.
Természetes élőhelyei a szubtrópusi és trópusi száraz erdők, mérsékelt övi erdők és szavannák. Nomád faj.

## Megjelenése
Testhossza 24 centiméter, testtömege 33-45 gramm.

## Természetvédelmi helyzete
Az elterjedési területe még elég nagy, egyedszáma 350-400 példány közötti és csökken. A Természetvédelmi Világszövetség Vörös listáján súlyosan veszélyeztetett fajként szerepel.